# 우치다 유토
우치다 유토(일본어: 内田 裕斗, 1995년 4월 29일 ~ )는 일본의 축구 선수이다.

## 구단 경력
그는 2014년부터 2024년까지 J리그의 감바 오사카, 도쿠시마 보르티스, 사간 도스, 베갈타 센다이에서 활동하였다.